# Firmina
Svatá Firmina (také Firmina z Amele, italsky Fermina) († 304 Amelia) byla italská křesťanská mučednice, je uctívaná v římskokatolické církvi jako svatá. 

## Život a legenda

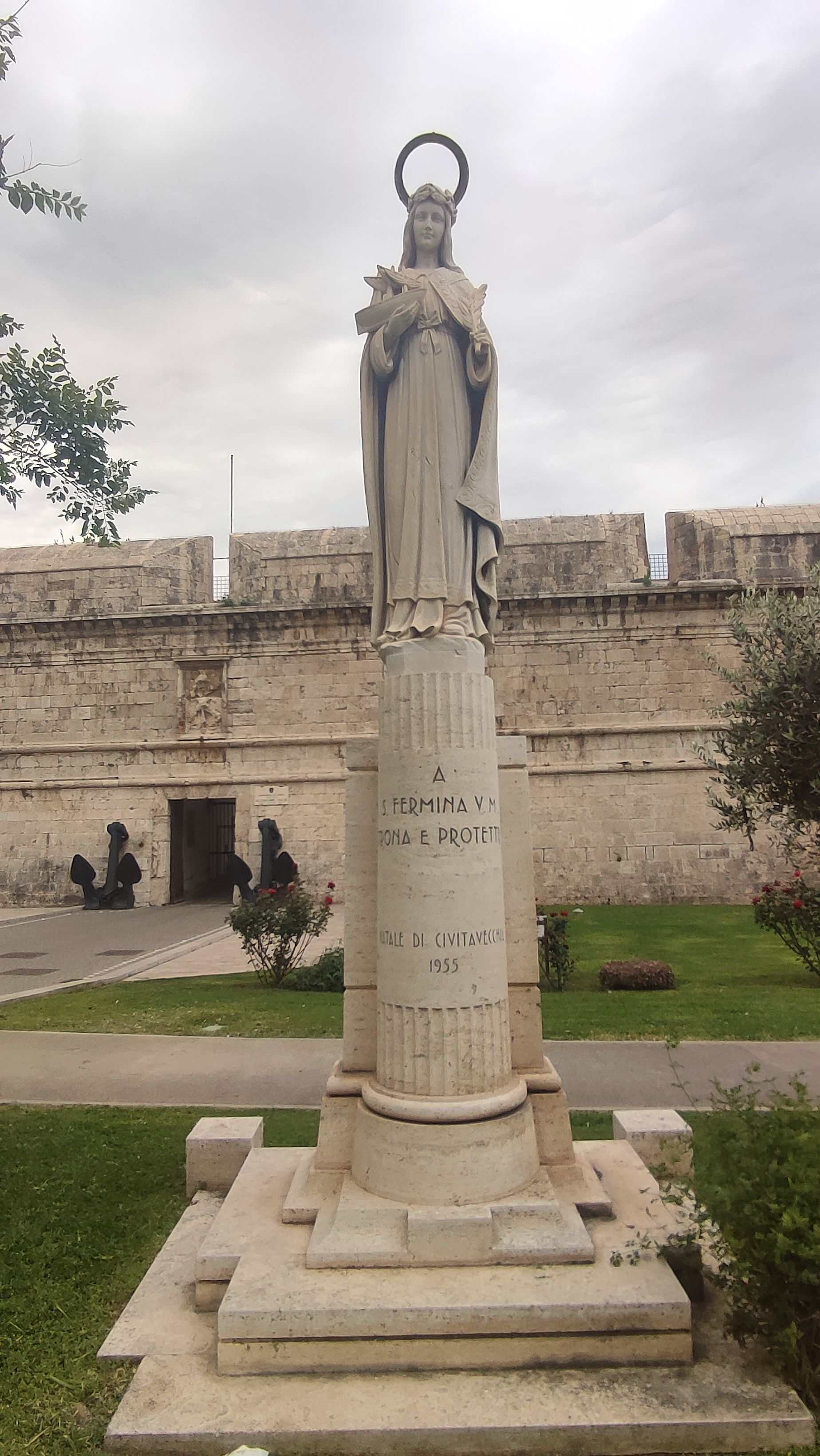
Socha svaté Firminy před pevností v Civitavecchia (1955)

Podle tradice pocházela z římského rodu Pisonů. Její otec byl pravděpodobně prefektem města Říma, zatímco ona žila na panství Agalianum. V období pronásledování křesťanů za císaře Diokleciána byla za zakázanou křesťanskou víru obžalována a postavena před soud starosty Olympiada. Podle jiné verze legendy byl Olympiades jejím otcem a (nebo) pronásledovatelem. Firmině se údajně podařilo Olympiada obrátit na křesťanství. Následně byl zbaven svého úřadu a později popraven. Firmina pravděpodobně pohřbila Olympiada 1. prosince na svém (jejich) venkovském panství. Jeho nástupce ji prý zajal a mučením se ji pokusil odradit od její křesťanské víry. Protože odmítla, dal ji prý pověsit na sloup a mučit zapálenými pochodněmi, dokud nezemřela.
Byla pohřbena křesťany na svém panství 24. listopadu. Jiné zdroje uvádějí jako místo pohřbu město Civitavecchia. Biskup Paschalis dal o 500 let později její ostatky vyzvednout a uložit  v jí zasvěceném kostele v Amelii.

## Úcta
Středisky úcty v Itálii jsou chrám sv. Firminy v Amelii, kde se její svátek slaví 24. listopadu, 
V přístavu Civitavecchia ji slaví  v katedrále sv. Františka z Assisi 28. dubna u oltáře s její sochou ze 2. čtvrtiny 19. století . Tamže je také kaple sv. Firminy v pevnosti. Socha z bílého mramoru z roku 1955 stojí před vchodem do pevnosti. Další socha je umístěna na věži bývalého majáku v přístavu.
Firmina prý dočasně pobývala v jeskyni u Civitavecchia. 
Je patronkou italských měst Amelia, Civitavecchia, obce  Venasca, také francouzských a španělských přístavů (tam bývá někdy zaměňována s francouzským světcem, svatým Firminem) a patronkou námořníků.

## Vyobrazení
Svatá Firmina bývá vyobrazena jako mladá dívka, jejími atributy jsou palma mučednice a model lodi-plachetnice.